# Convenção do Partido Republicano no Kansas em 2012
A eleição primária do Partido Republicano no Kansas em 2012 será realizada em 10 de março de 2012. Kansas terá 40 delegados na Convenção Nacional Republicana.

## Resultados
| Eleição primária do Partido Republicano no Kansas em 2012 | Eleição primária do Partido Republicano no Kansas em 2012 | Eleição primária do Partido Republicano no Kansas em 2012 | Eleição primária do Partido Republicano no Kansas em 2012 |
| Candidato                                                 | Votos                                                     | Percentagem                                               | Estimativa de delegados nacionais                         |
| --------------------------------------------------------- | --------------------------------------------------------- | --------------------------------------------------------- | --------------------------------------------------------- |
| Newt Gingrich                                             | 0                                                         | 0%                                                        | 0                                                         |
| Ron Paul                                                  | 0                                                         | 0%                                                        | 0                                                         |
| Mitt Romney                                               | 0                                                         | 0%                                                        | 0                                                         |
| Rick Santorum                                             | 0                                                         | 0%                                                        | 0                                                         |
| Michele Bachmann                                          | 0                                                         | 0%                                                        | 0                                                         |
| Herman Cain                                               | 0                                                         | 0%                                                        | 0                                                         |
| Jon Huntsman                                              | 0                                                         | 0%                                                        | 0                                                         |
| Gary Johnson                                              | 0                                                         | 0%                                                        | 0                                                         |
| Rick Perry                                                | 0                                                         | 0%                                                        | 0                                                         |
| Totais                                                    |                                                           |                                                           |                                                           |

| Obs: | Desistiu da disputa |